# Greeffiella moppa
Greeffiella moppa is een rondwormensoort uit de familie van de Desmoscolecidae. De wetenschappelijke naam van de soort is voor het eerst geldig gepubliceerd in 1972 door Schrage.